# Aníbal Mascarenhas
Aníbal de Andrada Mascarenhas (Minas Gerais, 11 de Junho de 1866 – Fortaleza, Ceará, 17 de Setembro de 1924) foi contista, jornalista, dono de jornal, poeta, autor de literatura infantil, historiador, professor, republicano e tradutor brasileiro.
Apresentava-se com seu nome próprio e com alguns pseudônimos, entre eles o mais famoso é Viriato Padilha. Também  utilizou outros pseudônimos em seus artigos, contos e crônicas, tais como: Aníbal Demóstenes, Tycho Brahe de Araújo Machado, Sancho Pança. Porém é notavelmente conhecido como o primeiro.
Annibal Mascarenhas foi dono do Jornal Jacobinista chamado A Bomba, mais tarde conhecido como O Nacional.

## Obras (lista parcial)

### Aníbal Mascarenhas
- Curso de História do Brasil, 1898;
- O Fabricante Moderno de Perfumes, Essencias, Sabões e Sabonetes, 1919;
- Manuel Prático do Distilador,1926;
- Édipo Rei (Trad.), 1919;
- Manual do Fabricante de Tintas, Vernizes e Óleos, 1926;
- O orador do povo, 1935;
- Manual do Dourador e do Prateador.

### Viriato Padilha
- Histórias do arco da velha, 1897;
- Os roceiros, 1899;
- Livro dos phantasmas, 1925.

### Tycho Brahe
- A Árvore de Natal ou Thesouro Maravilhoso de Papae Noél;
- Histórias brasileiras - contos para crianças;
- Manual do perfumista;
- Sábios ilustres.

## Contos principais
- O carro de enterro
- A boa mulher
- A fogueira de São João
- A noiva de São Pedro[1]
- A vingança do morto
- Maria Carrucá[2]
- O Caipora[3]
- Manuel do Riachão[4]
- O Castelo Assombrado[5]